# Alice Afra de Carvalho
Alice Afra de Carvalho (Maceió, 24 de maio de 1898 — 1968) foi uma educadora e escritora brasileira.

## Vida
Nascida na cidade de Maceió, capital do Alagoas, Alice mudou-se para o Rio de Janeiro, onde obteve toda sua educação, concluindo a educação básica na Escola Normal. Escreveu para diversos jornais do Rio de Janeiro e de Alagoas, apesar de ter voltado suas produções mais para revistas de educação e ensino. Tornou-se membro de diversas associações, como da Sociedade Brasileira de Filosofia, da Sociedade Brasileira de Geografia, da Sociedade Teosófica, da Sociedade de Homens de Letras do Brasil e da Associação Brasileira de Imprensa.
Além de lecionar, Alice também escrevia poesias e alguns livros, sendo O divórcio, um tema bastante polêmico à época, sua obra principal. Formou-se em filosofia e, após se aposentar, em sociologia.

## Obra
- O divórcio (1947)
- Deus e as religiões
- Bordejos